# Charles Brooker
Charles William Brooker (* 25. März 1932 in Toronto, Ontario; † 18. Dezember 2020 in Meaford, Ontario) war ein kanadischer Eishockeyspieler.

## Karriere
Charles Brooker begann seine Karriere als Eishockeyspieler in der Juniorenmannschaft der Waterloo Hurricanes aus der Ontario Hockey Association, für die er von 1950 bis 1952 aktiv war. Von 1952 bis 1958 spielte der Angreifer im Seniorenbereich für das Amateureishockeyteam Kitchener-Waterloo Dutchmen. Mit der Mannschaft gewann er in den Jahren 1953 und 1958 jeweils den Allan Cup, die kanadische Amateurmeisterschaft. In der Saison 1956/57 spielte er zudem in fünf Playoffspielen für die Stratford Indians. Mit den Kitchener-Waterloo Dutchmen repräsentierte er Kanada bei den Olympischen Winterspielen 1956. Nach mehrjähriger Pause trat er von 1961 bis 1963 noch einmal für die Kitchener-Waterloo Tigers an.

### International
Für Kanada nahm Brooker an den Olympischen Winterspielen 1956 in Cortina d’Ampezzo teil, bei denen er mit seiner Mannschaft die Bronzemedaille gewann.

## Erfolge und Auszeichnungen
- 1953 Allan-Cup-Gewinn mit den Kitchener-Waterloo Dutchmen
- 1955 Allan-Cup-Gewinn mit den Kitchener-Waterloo Dutchmen

### International
- 1956 Bronzemedaille bei den Olympischen Winterspielen

## Familie
Sein Sohn ist der Skirennläufer Todd Brooker.